# Antoine Salvadori
Pour les articles homonymes, voir Salvadori.
Antoine Salvadori est un résistant communiste d'origine italienne, membre du Groupe Manouchian-Boczov-Rayman au sein des FTP-MOI de la région parisienne des Francs-tireurs et partisans - Main-d'œuvre immigrée, né le 13 juin 1920 dans la province de Parme, fusillé le 21 février 1944 au Mont-Valérien (commune de Suresnes).

## Biographie
Antoine Salvadori naît le 13 juin 1920 à San Gregorio dans la province de Parme. Il est le fils de Virgil et Caroline Salvadori, née Moretti.
Craignant d'être mobilisé dans l'armée fasciste italienne, son père, connu pour son antifascisme, s'installe avec sa famille à Belfort en 1927 puis à Lens en 1939. D'abord ouvrier cimentier, Antoine descend à la mine dans le Pas-de-Calais où il rencontre Eugène Martinelli, secrétaire de la section locale du Parti communiste français et secrétaire régional de l'Union populaire italienne, qui le transfère en août 1943 à Paris avec Cesare Luccarini où ils sont affectés, ainsi que Paliero, dit « Arthur », le fils d'Eugène Martinelli, au troisième détachement italien de l'organisation des Francs-tireurs et partisans - Main-d'œuvre immigrée (FTP-MOI) de la région parisienne, le Groupe Manouchian . Il est embauché en septembre 1943 par l'intermédiaire de Vittorio Pupilli auprès de l'organisation Todt pour laquelle il travaille comme plongeur rue de Berri. Réfractaire au Service du travail obligatoire, « Arthur » lui procure de faux papiers au nom de Rousseau. Pupilli lui fait avoir une chambre sans être inscrit sur le registre dans l'hôtel de Colombo Cuttila avenue de Choisy.
Dès septembre 1943, il attaque à la grenade avec Cesare Luccarini une maison de tolérance fréquentée par l'armée allemande. Le 4 novembre avec d'autres combattants, il contraint un garagiste de leur remettre des bicyclettes et remet plus tard celle qu'il a emportée à Rino Della Negra.
Le 12 novembre vers 13 heures, il se rend avec six autres combattants des FTP-MOI rue La Fayette. Rino Della-Negra et Robert Witchitz doivent attaquer un convoyeur de fonds allemand, les cinq autres sont en protection. Le convoyeur sort avec un militaire allemand. Robert Witchitz et Rino Della-Negra ouvrent le feu pour s'emparer de la sacoche. L'Allemand, tombe mort, foudroyé. Des policiers et la Feldgendarmerie étant sur place, une fusillade s'ensuit. Grièvement blessé, Rino Della-Negra est arrêté. Robert Witchitz, blessé, s'enfuit. Il se réfugie dans une cave rue de Provence. Dénoncé, il est arrêté. Des inspecteurs de la 2e brigade spéciale interpellent Antoine Salvadori à son domicile et Cesare Luccarini le jour même, Georges Cloarec et Spartaco Fontanot le lendemain, puis Roger Rouxel.
Antoine Salvadori est interrogé et frappé dans les locaux des brigades spéciales. Il est l'un des vingt-quatre accusés qui comparaissent le 18 février 1944 devant le tribunal du Gross Paris rue Boissy-d'Anglas,. Il est fusillé au Mont-Valérien le 21 février 1944 avec les vingt-deux autres condamnés à mort et inhumé dans le carré des corps restitués aux familles dans le cimetière parisien d'Ivry. Son nom figure sur les plaques commémoratives dédiées au groupe Manouchian y compris au Panthéon,. La mention « Mort pour la France » lui est attribuée par le Secrétariat général aux Anciens Combattants en date du 18 décembre 1945. 

## Décoration
- Médaille de la Résistance française, à titre posthume octroyée par le décret du 31 mars 1947 publié au Journal officiel du 13 juillet 1947[14],[15].

## Liste des membres du groupe Manouchian exécutés
La liste suivante des 23 membres du « groupe Manouchian » exécutés par les Allemands signale par la mention (AR) les dix membres que les Allemands ont fait figurer sur l'Affiche rouge. 
Le nom de chacun des 23 est gravé sur la plaque de la crypte et cité avec la mention « Mort pour la France » lors de l'entrée de Missak et Mélinée Manouchian au Panthéon le 21 février 2024,.

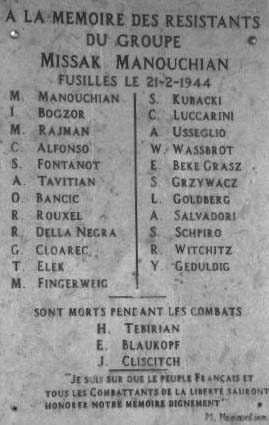
Mémorial de l'Affiche rouge à Valence.

- Celestino Alfonso (AR), Espagnol, 27 ans
- Olga Bancic, Roumaine, 32 ans, seule femme du groupe, elle n'est pas fusillée mais guillotinée en Allemagne le 10 mai 1944
- Joseph Boczov [József Boczor; Wolff Ferenc] (AR), Hongrois, 38 ans - Ingénieur chimiste
- Georges Cloarec, Français, 20 ans
- Rino Della Negra, Italien, 19 ans
- Thomas Elek [Elek Tamás] (AR), Hongrois, 18 ans - Étudiant
- Joseph Epstein, polonais, 32 ans, il est le supérieur de Missak Manouchian ; arrêté avec lui il est fusillé au Mont-Valérien le 11 avril 1944
- Maurice Fingercwajg (AR), Polonais, 19 ans
- Spartaco Fontanot (AR), Italien, 22 ans
- Jonas Geduldig, Polonais, 26 ans
- Emeric Glasz [Békés (Glass) Imre], Hongrois, 42 ans - Ouvrier métallurgiste
- Léon Goldberg, Polonais, 19 ans
- Szlama Grzywacz (AR), Polonais, 34 ans
- Stanislas Kubacki, Polonais, 36 ans, interné à Fresnes un an auparavant, bien que fusillé avec eux il n'appartient pas au « Groupe Manouchian »
- Cesare Luccarini, Italien, 22 ans
- Missak Manouchian (AR), Arménien, 37 ans
- Arpen Tavitian, Arménien, 44 ans
- Marcel Rajman (AR), Polonais, 21 ans
- Roger Rouxel, Français, 18 ans
- Antoine Salvadori, Italien, 24 ans
- Willy Schapiro, Polonais, 29 ans
- Amedeo Usseglio, Italien, 32 ans
- Wolf Wajsbrot (AR), Polonais, 18 ans
- Robert Witchitz (AR), Français, 19 ans